# Genista ferox
Genista ferox är en ärtväxtart som beskrevs av Jean Louis Marie Poiret. Genista ferox ingår i släktet ginster, och familjen ärtväxter. IUCN kategoriserar arten globalt som livskraftig. Inga underarter finns listade i Catalogue of Life.